# Хотылёва, Любовь Владимировна
Любовь Владимировна Хотылёва (12 марта 1928, Гомель, БССР, СССР — 22 сентября 2024, Минск, Белоруссия) — советский и белорусский генетик. Академик НАН Беларуси.

## Биография
Родилась 12 марта 1928 года в Гомеле. Училась в Гомельской средней школе, затем после начала ВОВ вместе с родителями эвакуировалась в Россию в посёлок Советы (Куйбышевской/Самарской области). После окончания школы в 1944 году поступила на лесомелиоративный факультет Куйбышевского сельскохозяйственного института. В 1946 году в связи с переездом на родину отчислилась и поступила на плодоовощной факультет Белорусской сельскохозяйственной академии, которую успешно окончила в 1948 году. В 1949 г. Любовь Хотылева поступила в аспирантуру Московского Государственного университета (кафедра генетики и дарвинизма). По окончании аспирантуры и защиты диссертации в 1953 году ей присвоена учёная степень кандидата биологических наук. Несмотря на предложение продолжить работу в МГУ, она приняла решение уехать на Кабардинскую опытную станцию, где с 1953 по 1955 год работала в должности старшего научного сотрудника. В 1955 году она вновь возвратилась на родину в БССР и продолжила свою исследовательскую работу уже в Институте биологии Академии наук БССР. С 1963, после реорганизации Института биологии, работала в Институте генетики и цитологии в должности старшего научного сотрудника. Там же защитила диссертацию на соискание степени доктора биологических наук. В 1971 году стала во главе Института и успешно руководила им вплоть до 1995 года. Затем продолжала работу в качестве руководителя лаборатории гетерозиса и генетики количественных признаков (по 2007 г.) и консультанта.
Умерла 22 сентября 2024 года в возрасте 96 лет.

## Научные работы
Основные научные работы посвящены изучению комбинационной способности растений и применению математических методов анализа этого свойства растений при селекции на гетерозис.
- Провела исследования по математическому моделированию при анализе эффекта гетерозиса.
- Разработала методы оценки комбинационной способности.

## Редакторская деятельность
- 1975 — Член редколлегии журнала Сельскохозяйственная биология.
- 1978 — Член редколлегии журнала Генетика.
- 1990 — Член редколлегии журнала Доклады НАНБ.
- 1992-97 — Главный редактор журнала Весцi АН БССР.
- 1996 — Член редколлегии Международного Соросовского образовательного журнала.
- 1997 — Член редколлегии журнала Вестник фонда фундаментальных исследований.

## Общественная деятельность
- 1967—1979 — Депутат Минского городского Совета депутатов трудящихся.

## Членство в обществах
- Академик АН БССР (1980—1991).
- Вице-президент Всесоюзного общества генетиков и селекционеров имени Н. И. Вавилова.
- Председатель совета по защите докторских и кандидатских диссертаций по специальностям "Генетика и Молекулярная генетика" при ИГЦ НАНБ.
- Президент Белорусского общества генетиков и селекционеров.
- Член-корреспондент АН БССР (1972-91).
- Член президиума правления общества "Знание".

## Награды, премии и почётные и научные звания
- 1953 — Кандидат биологических наук.
- 1967 — Доктор биологических наук.
- 1969 — Грамота ВС БССР.
- 1970 — Медаль За доблестный труд.
- 1971 — Орден Трудового Красного Знамени.
- 1972 — Диплом Почёта ВДНХ СССР.
- 1974 — Серебряная медаль ВДНХ СССР.
- 1978 — Заслуженный деятель науки БССР.
- 1979; 1982 — Почётная грамота Минского городского Совета народных депутатов.
- 1981 — Почётная грамота Президиума Республиканского Совета Профсоюзов.
- 1982 — Почётная грамота Министерства сельского хозяйства БССР.
- 1984 — Государственная премия БССР.
- 1986 — Диплом лауреата журнала Советская женщина.
- 1987 — Медаль «Ветеран труда».
- 1988 — Медаль имени академика С. И. Вавилова.
- 1988 — Почётная грамота Верховного Совета БССР.
- 1995 — Почётная грамота Президиума НАНБ.
- 1998 — Орден Франциска Скорины